# Lički Ribnik
Lički Ribnik es una localidad de Croacia en el ejido de la ciudad de Gospić, condado de Lika-Senj.

## Geografía
Se encuentra a una altitud de 569 m s. n. m. a 213 km de la capital nacional, Zagreb.

## Demografía
En el censo 2011 el total de población de la localidad fue de 93 habitantes.
| Gráfica de población de Lički Ribnik 1857-2011                      |
|                                                                     |
| Según los censos de población de la oficina estadística de Croacia. |